# Ronde van Spanje 2009/Twintigste etappe
De twintigste etappe van de Ronde van Spanje 2009 werd verreden op 19 september 2009. Het was een tijdrit over 28 kilometer met start en aankomst in Toledo. De rit werd gewonnen door de Schot David Millar. De specialist doseerde het best zijn krachten en eindigde voor Sanchez en Evans. Valverde hield dankzij een zevende plaats stand. Met enkel nog een vlakke rit voor de boeg lijkt de Spanjaard gewonnen spel te hebben.

## Uitslagen
| Uitslag etappe | Uitslag etappe       | Uitslag etappe               | Uitslag etappe    | Uitslag etappe |
| rang           | renner               | land                         | ploeg             | tijd           |
| -------------- | -------------------- | ---------------------------- | ----------------- | -------------- |
| 1              | David Millar         | Vlag van Verenigd Koninkrijk | Garmin-Slipstream | 35.53          |
| 2              | Samuel Sánchez       | Vlag van Spanje              | Euskaltel-Euskadi | + 05           |
| 3              | Cadel Evans          | Vlag van Australië           | Silence-Lotto     | + 09"          |
| 4              | Gustavo César Veloso | Vlag van Spanje              | Xacobeo-Galicia   | + 20"          |
| 5              | Roman Kreuziger      | Vlag van Tsjechië            | Liquigas          | + 30"          |
| 6              | Philippe Gilbert     | Vlag van België              | Silence-Lotto     | + 34"          |
| 7              | Alejandro Valverde   | Vlag van Spanje              | Caisse d'Epargne  | + 36"          |
| 8              | David Herrero        | Vlag van Spanje              | Xacobeo-Galicia   | + 37"          |
| 9              | Jesús del Nero       | Vlag van Spanje              | Fuji-Servetto     | + 40"          |
| 10             | Lieuwe Westra        | Vlag van Nederland           | Vacansoleil       | + 43"          |

| Algemeen klassement | Algemeen klassement | Algemeen klassement | Algemeen klassement | Algemeen klassement |
| rang                | renner              | land                | ploeg               | tijd                |
| ------------------- | ------------------- | ------------------- | ------------------- | ------------------- |
|                     | Alejandro Valverde  | Vlag van Spanje     | Caisse d'Epargne    | 84u 10' 32"         |
| 2                   | Samuel Sánchez      | Vlag van Spanje     | Euskaltel-Euskadi   | + 55"               |
| 3                   | Cadel Evans         | Vlag van Australië  | Silence-Lotto       | + 1' 32"            |
| 4                   | Ivan Basso          | Vlag van Italië     | Liquigas            | + 2' 12"            |
| 5                   | Ezequiel Mosquera   | Vlag van Spanje     | Xacobeo-Galicia     | + 4' 27"            |
| 6                   | Robert Gesink       | Vlag van Nederland  | Rabobank            | + 6' 40"            |
| 7                   | Joaquim Rodríguez   | Vlag van Spanje     | Caisse d'Epargne    | + 9' 08"            |
| 8                   | Paolo Tiralongo     | Vlag van Italië     | Lampre              | + 9' 11"            |
| 9                   | Philip Deignan      | Vlag van Ierland    | Cervélo             | + 11' 08"           |
| 10                  | Juan José Cobo      | Vlag van Spanje     | Fuji-Servetto       | + 11' 27"           |

## Nevenklassementen
| Puntenklassement | Puntenklassement   | Puntenklassement   | Puntenklassement | Puntenklassement |
| rang             | renner             | land               | ploeg            | punten           |
| ---------------- | ------------------ | ------------------ | ---------------- | ---------------- |
|                  | André Greipel      | Vlag van Duitsland | Team Columbia    | 123              |
| 2                | Alejandro Valverde | Vlag van Spanje    | Caisse d'Epargne | 111              |
| 3                | Cadel Evans        | Vlag van Australië | Silence-Lotto    | 99               |

| Bergklassement | Bergklassement     | Bergklassement     | Bergklassement    | Bergklassement |
| rang           | renner             | land               | ploeg             | punten         |
| -------------- | ------------------ | ------------------ | ----------------- | -------------- |
|                | David Moncoutié    | Vlag van Frankrijk | Cofidis           | 186            |
| 2              | David de la Fuente | Vlag van Spanje    | Fuji-Servetto     | 99             |
| 3              | Julián Sánchez     | Vlag van Spanje    | Contentpolis-Ampo | 73             |

| Combinatieklassement | Combinatieklassement | Combinatieklassement | Combinatieklassement | Combinatieklassement |
| rang                 | renner               | land                 | ploeg                | punten               |
| -------------------- | -------------------- | -------------------- | -------------------- | -------------------- |
|                      | Alejandro Valverde   | Vlag van Spanje      | Caisse d'Epargne     | 7                    |
| 2                    | Ezequiel Mosquera    | Vlag van Spanje      | Xacobeo-Galicia      | 16                   |
| 3                    | Samuel Sánchez       | Vlag van Spanje      | Euskaltel-Euskadi    | 16                   |

| Ploegenklassement | Ploegenklassement | Ploegenklassement   | Ploegenklassement | Ploegenklassement |
| rang              | ploeg             | land                | tijd              |                   |
| ----------------- | ----------------- | ------------------- | ----------------- | ----------------- |
|                   | Xacobeo-Galicia   | Vlag van Spanje     | 252u 21' 14"      |                   |
| 2                 | Caisse d'Epargne  | Vlag van Spanje     | + 23' 43"         |                   |
| 3                 | Astana            | Vlag van Kazachstan | + 31' 23"         |                   |

1e etappe ·
2e etappe ·
3e etappe ·
4e etappe ·
5e etappe ·
6e etappe ·
7e etappe ·
8e etappe ·
9e etappe ·
10e etappe ·
11e etappe ·
12e etappe ·
13e etappe ·
14e etappe ·
15e etappe ·
16e etappe ·
17e etappe ·
18e etappe ·
19e etappe ·
20e etappe ·
21e etappe
Startlijst · Eindstanden · Afbeeldingen
 winnaars · rode trui · 
 puntenklassement · 
 bergklassement · 
 combinatieklassement · 
 jongerenklassement · 
 ploegenklassement · 
 strijdlust

 Belgische leiderstruidragers · etappewinnaars

 Nederlandse leiderstruidragers · etappewinnaars
1935 · 1936 · 1937 · 1938 · 1939 · 1940 · 1941 · 1942 · 1943 · 1944 · 1945 · 1946 · 1947 · 1948 · 1949 · 1950 · 1951 · 1952 · 1953 · 1954 · 1955 · 1956 · 1957 · 1958 · 1959 · 1960 · 1961 · 1962 · 1963 · 1964 · 1965 · 1966 · 1967 · 1968 · 1969 · 1970 · 1971 · 1972 · 1973 · 1974 · 1975 · 1976 · 1977 · 1978 · 1979 · 1980 · 1981 · 1982 · 1983 · 1984 · 1985 · 1986 · 1987 · 1988 · 1989 · 1990 · 1991 · 1992 · 1993 · 1994 · 1995 · 1996 · 1997 · 1998 · 1999 · 2000 · 2001 · 2002 · 2003 · 2004 · 2005 · 2006 · 2007 · 2008 · 2009 · 2010 · 2011 · 2012 · 2013 · 2014 · 2015 · 2016 · 2017 · 2018 · 2019 · 2020 · 2021 · 2022 · 2023 · 2024 · 2025